# Tachys atomus
Tachys atomus är en skalbaggsart som beskrevs av Blackburn 1878. Tachys atomus ingår i släktet Tachys och familjen jordlöpare. Inga underarter finns listade i Catalogue of Life.